# Барановская, Елена Геннадьевна
Елена Геннадьевна Барановская  (род. 1963 г.) — украинская артистка балета, педагог Одесского государственного училища искусств и культуры им. Константина Данькевича. Солистка балета Одесского театра оперы и балета (1986—2011). Народная артистка Украины (2010).

## Биография
Елена Геннадьевна Барановская родилась в 1963 году. В 1981 году окончила Пермское хореографическое училище (класс заслуженного педагога России Нинели Сильванович-Футлик, 1924—2008). До 1986 года танцевала в Пермском государственном академическом театре оперы и балета имени Петра Чайковского.
С 1986 по 2011 годы Елена Каменских (Барановская) танцевала солисткой Одесского академического театра оперы и балета. С октября 2011 года работала репетитором, а с 2017 года была избрана по конкурсу руководителем художественного цеха балета театра. В разное время Елена Геннадьевна Барановская гастролировала в Японии, Великобритании, Финляндии, Китае, Венгрии и др. Принимала участие солисткой в гастролях Мариинского и Большого театров. Участвовала в последнем концерте Рудольфа Нуреева в Лондоне.
Снималась в кинофильмах «Осенние метаморфозы» (1986), в эпизодической роли фильма «Узник замка Иф» (1988), «Конёк-Горбунок. Сказка-балет» (1989). С 1998 по 2008 год работала педагогом в Одесском государственном училище искусств и культуры им. Константина Данькевича.
23 марта 2010 года ей было присвоено звание Народная артистка Украины.
В 2011 году Елена Барановская отметила в Одесском академическом театре оперы и балета тридцатилетие своей творческой деятельности.

## Награды и звания
- Народная артистка Украины (23 марта 2010 года) — за весомый личный вклад в развитие украинской культуры и искусства, значительные творческие достижения и высокий профессионализм[3].
- Юбилейная медаль «20 лет независимости Украины» (19 августа 2011 года) — за значительный личный вклад в социально-экономическое, научно-техническое и культурно-образовательное развитие Украинского государства, весомые трудовые достижения и многолетний добросовестный труд[4].
- Первая премия Республиканского конкурса артистов балета в Донецке (1987 год).
- Золотая медаль Национальной академии наук Украины «За заслуги».

## Основные партии
Танцевала в более 30 партиях: Никия и Гамзатти («Баядерка» Людвига Минкуса); Жизель (одноименный балет Адольфа Адана);Китри («Дон Кихот» Людвига Минкуса); Маша («Щелкунчик» Петра Чайковского); Одетта-Одиллия («Лебединое озеро» Петра Чайковского);
Джульетта («Ромео и Джульетта» Сергея Прокофьева); Кармен («Кармен-сюита» Жоржа Бизе — Родиона Щедрина); Вакханка («Вальпургиева ночь» Шарля Гуно); Сильфида (одноимённый балет Хермана Левенсхольда); Татьяна («Евгений Онегин» на музыку Петра Чайковского).
Партии в балетах «Шопениана» и «Белое и чёрное» (на музыку Фредерика Шопена); Франческа («Франческа да Римини» на музыку Петра Чайковского);  Смеральдина («Труффальдино. Слуга двух господ» Михаила Чулаки); Жар-птица (одноимённый балет Игоря Стравинского);  Иокаста (фрагмент балета на библейские сюжеты на музыку Вангелиса); Анна («Весёлая вдова» на тему оперетты Франца Легара); Pas de deux Дианы и Актеона (из балета «Эсмеральда» Цезаря Пуни и Рикардо Дриго) и др.

## Семья
Елена Барановская замужем, имеет двух дочерей. Старшая дочь — артистка балета в Пермском театре оперы и балета, младшая учится в одесской балетной студии Светланы Антиповой.